# Forte da Barra de Aveiro
O Forte da Barra de Aveiro, também denominado como Forte Pombalino, Forte Novo ou Castelo da Gafanha, localiza-se numa ilha adjacente à Ilha da Mó do Meio, freguesia da Gafanha da Nazaré, concelho de Ílhavo, distrito de Aveiro, em Portugal.

## História
A região das Gafanhas começou a ser habitada no século XVI ou XVII. Um farol e um pequeno forte envolvente foram construídos junto à foz do rio Vouga, integrando um esforço para facilitar a navegação naquela barra, que envolveu dragagens, remodelação da linha de costa e o aumento de um banco de areia adjacente, conhecido desde então como Triângulo de Concentração de Correntes.
O forte nunca teve funções militares importantes, pois o assoreamento que progredia na foz do Vouga desde o século XV fez avançar mais a linha da costa, com interrupções intermitentes do acesso ao mar. A situação veio a conhecer o seu estado presente com a abertura da Barra de Aveiro (fim do século XIX) que separou São Jacinto da Barra Nova, a construção do Farol de Aveiro e de dois molhes de mar que guardam a actual foz da Ria de Aveiro.
O forte alcançou o século XX inútil para a sua função defensiva. Passou, por essa razão, a ser administrado pela Junta do Porto de Aveiro, depois Junta Autónoma do Porto de Aveiro e, mais recentemente, Administração do Porto de Aveiro.
O forte encontra-se classificado como Imóvel de Interesse Público pelo Decreto-Lei nº 735 de 21 de dezembro de 1974.
Nas últimas décadas o piso térreo da fortificação foi usado como depósito de materiais e o farol continua a desempenhar funções de sinalização na navegação interna.

## Características
O forte foi construído com linhas defensivas e baluartes angulados típicos da sua época. Os seus remanescentes são descritos como:
"...uma obra do tipo abaluartado, restando, actualmente, uma pequena cortina de dois meios baluartes. Depois que deixou de ser necessária a defesa do Rio Vouga, foram edificadas construções sobre a cortina e o meio baluarte norte. Também o espaço existente entre os dois meios baluartes foi afectado. No baluarte sul foi erguida uma torre de sinalização mas, nesse lado, ainda é visível parte da escarpa, cordão e três canhoeiras cortadas no parapeito.
Os dois meios baluartes remontam, assim parece, a épocas diferentes. O flanco norte aparenta ser oblíquo à cortina, enquanto o do sul é perpendicular. Também as linhas rasantes não são do mesmo ângulo." (Nogueira Gonçalves. Inventário Artístico de Portugal.)